# Société royale d'archéologie de Bruxelles
 (août 2019).
Si vous disposez d'ouvrages ou d'articles de référence ou si vous connaissez des sites web de qualité traitant du thème abordé ici, merci de compléter l'article en donnant les références utiles à sa vérifiabilité et en les liant à la section « Notes et références ».

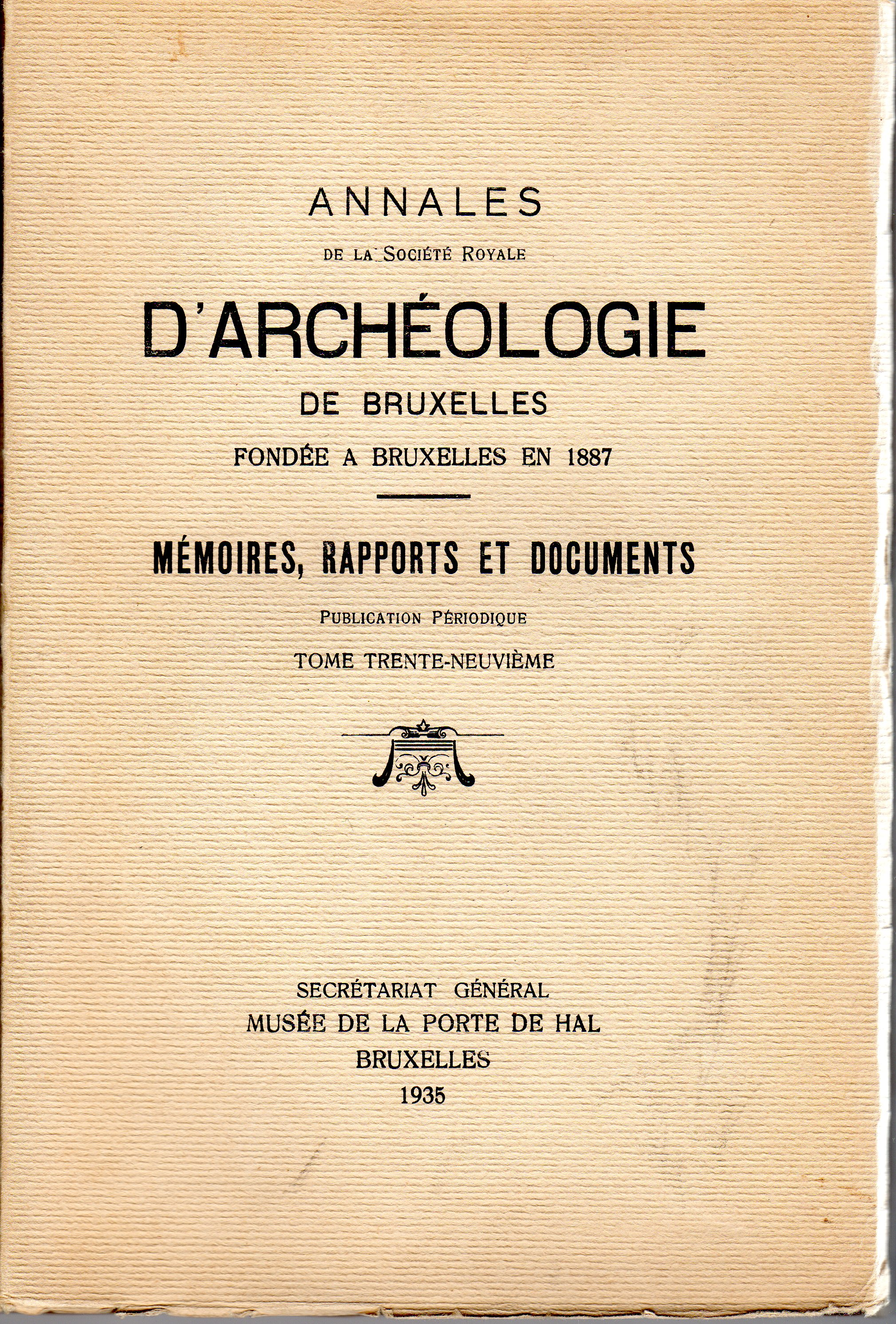
Page de titre d'un exemplaire des Annales de la Société royale d'archéologie de Bruxelles, tome XXXIX, année 1935, des presses de l'imprimerie Ballieu.

La Société royale d'archéologie de Bruxelles (SRAB), est une société savante, citoyenne et indépendante; la Société d'Archéologie de Bruxelles a été fondée à Bruxelles le 16 juin 1887.  En 1905, elle était sous le patronage du Roi Léopold II et la Présidence d'honneur à Monseigneur le comte de Flandre.  Son secrétariat général était situé rue Ravenstein 11 en l'Hôtel Ravenstein de Bruxelles.  L'imprimeur des statuts de 1905 était Théophile Dewarichet, rue de la Montagne 52 à Bruxelles. 

## Historique
Après la rapide disparition en 1823 de la Société de littérature de Bruxelles, il n'existait dans la capitale belge plus aucune société savante ou société d'émulation s'occupant d'histoire et d'archéologie comme il y en avait dans d'autres villes de Belgique, comme par exemple la Société d'émulation de Bruges ou la Société littéraire de Liège.
Aussi pour combler ce vide de plus de soixante ans, des érudits décident de doter la capitale d'une société similaire.
Son but est d'étudier le passé archéologique de Bruxelles et d'en étudier l'histoire.
Cette société publie des Annales et aussi des Bulletins, qui ont longtemps été imprimées à l'imprimerie Ballieu à Saint-Josse-ten-Noode.
La Société est constituée le 16 juin 1887, lors de son assemblée inaugurale dans la grande salle du palais des Académies de Bruxelles. Les statuts de l’association définissent ses objectifs qui peuvent être résumés de la manière suivante :
- Concourir au progrès de l’archéologie et des sciences qui s’y rattachent, en cherchant à encourager surtout l’étude des antiquités nationales et leur utilisation pour l’industrie et l’art moderne ;
- Réunir les éléments d’une bibliothèque et de collections d’étude ;
- Faire pratiquer des fouilles, empêcher la destruction des monuments et de tout objet offrant un intérêt au point de vue de l’art ancien et de l’histoire, et s’efforcer, le cas échéant, d’en obtenir la restauration ;
- Créer des publications, organiser des expositions, des conférences théoriques et pratiques, des concours et des excursions.

Dès sa fondation, l’association, qui deviendra la Société royale d’archéologie de Bruxelles en 1912, bénéficie de la sympathie des pouvoirs publics : le Gouvernement, la Province de Brabant et la ville de Bruxelles la soutiennent financièrement et moralement. Elle est aussi encouragée par la famille royale : le comte de Flandre, son épouse, ainsi que le prince Albert en ont été présidents d’honneur, et Léopold II l'a prise sous sa protection.

## Liste des présidents
- Alphonse Wauters
- Maurin de Nahuys
- François van der Straten-Ponthoz
- Eugène Goblet d'Alviella
- Victor Jamaer
- Théodore Hippert
- Georges Cumont
- Paul Combaz
- Julien Vanderlinden
- Gustave de Bavay
- Louis Paris
- Victor Tahon
- Alfred de Loë
- Franz Cumont
- Guillaume Des Marez
- Albert Joly
- d'Arschot-Schoonhoven
- Félix Arthur Ouverleaux-Lagasse
- Édouard Joly
- Henri Velge
- Pierre Bautier
- Paul Bonenfant
- Charles Terlinden
- Marthe Crick-Kuntziger
- Baudouin van de Walle
- Fernand De Visscher
- Mina Martens
- Paul Verhaegen
- Leo Van Puyvelde
- Comte Joseph de Borghrave d'Alténa
- Général Baron de Greef
- Joseph de Ghellinck d’Elseghem
- Claire Dickstein-Bernard
- Arlette Smolar-Meynart
- Pierre-Paul Bonenfant
- Alain Dierkens